# Begonia affinis
Begonia affinis é uma espécie de Begonia.